# Géositte à bec grêle
Geositta tenuirostris
Espèce
Statut de conservation UICN

 LC  : Préoccupation mineure
La Géositte à bec grêle (Geositta tenuirostris) est une espèce de passereau de la famille des Furnariidae.

## Répartition
On la trouve en Argentine, Bolivie, Chili, Équateur et Pérou.

## Habitat
Elle habite les prairies tropicales et subtropicales de haute montagne.